# Mark Hoppus
Mark Allan Hoppus (Ridgecrest, California, 15 de marzo de 1972) es un músico, compositor y productor estadounidense. Hoppus es conocido por ser el bajista y covocalista principal de la banda de rock Blink-182, siendo el único miembro que ha aparecido en cada uno de los álbumes de la agrupación. También forma parte del dúo de pop rock Simple Creatures.
Ha producido álbumes para bandas reconocidas como Idiot Pilot, New Found Glory y the Matches. 

## Primeros años
Mark Hoppus nació en Ridgecrest, California el 15 de marzo de 1972, es hijo de Connie y Tex Hoppus. Uno de sus ancestros, Michael Happes, participó en la guerra de independencia de los Estados Unidos. Su padre trabaja en el Departamento de Defensa diseñando misiles. Su madre lo describe como “siempre un chico feliz, inteligente y sensible”. Hoppus pasó mucho tiempo de sus primeros años en una pequeña ciudad de Ridgecrest hasta que sus padres se divorciaron cuando él estaba en tercer grado, lo que lo afectó bastante. Luego de dos años, se establece en Monterrey con su padre. Hoppus describe esa época como un tiempo en el que vivió solo.
Hoppus se describió al mismo como un chico bastante sencillo antes de la secundaria cuando se convirtió en skater. En el primer año de secundaria, Hoppus se interesó en la música de The Smiths y The Cure. Vivió en Faifax, Virginia, en un suburbio de Washington D. C. durante sus primeros años de secundaria, asistiendo a Annandale High School. En ese tiempo obtuvo su primer bajo, y asistió a su primer concierto.
Recibió su primer bajo como un regalo de su padre y ganó dinero para comprar amplificadores ayudándolo a pintar su garaje. Nunca tomó clases de bajo, aprendió por sí mismo y cantaba en la banda Pier 69, haciendo covers de The Cure. En 1988, con esta banda grabó un demo en vivo llamado The Attic Children en el cual tocaban canciones de The Cure.
Hoppus volvió a Ridgecrest en 1989, completando su secundaria en Borrughs High School- Luego de graduarse de esta escuela en 1990, comenzó una banda llamada Of All Things con dos amigos suyos, con la cual hicieron algunas canciones de The Descendents. Hoppus abandonó Ridgecrest en el verano de 1992 para asistir a la universidad y trabajar en un local de música en San Diego. Hoppus continuó tocando con Of All Things en los fines de semana. Su representante comenzó a sospechar de sus actividades en el fin de semana, ya que Hoppus le decía que trabajaba en Ridgecrest con chicos discapacitados, y le prohibió estar afuera los fines de semana.
Hoppus estudio en la universidad con la idea de convertirse en profesor de inglés. El dice haber odiado la universidad y su razonamiento detrás de ser profesor era que se debía hacer una reforma educacional. Se mudó con su madre después de que comenzara Blink-182, y vivió con ella en los primeros años de la banda. Hoppus describe a su madre como un soporte en sus decisiones para dejar la universidad e ir de tour con Blink-182, sin embargo el describe a su padre como “más realista”.

## Carrera

### Blink-182 ( 1992-2005; 2009-presente)
Luego de mudarse a San Diego en el verano de 1992, Hoppus se reunió con su hermana y le contó su deseo de estar en una banda. Anne asistía a la secundaria Rancho Bernardo High School, y era amiga de un nuevo estudiante, Tom DeLonge durante el verano. DeLonge dijo que cuando conoció a Mark ellos estaban “corriendo desnudos, haciendo cosas raras, andando en skate hasta altas horas de la mañana, antagonizando guardias de seguridad, y divirtiéndose siempre”. En agosto de 1992, Anne le presentó a Tom Delonge, e instantáneamente comenzaron a juntarse en el garaje de DeLonge. Para impresionar a Delonge, Hoppus se trepó a un poste de luz que estaba afuera de la casa y se quebró ambos tobillos quedando en muletas por varias semanas.
DeLonge llamó a un viejo amigo, Scott Raynor de Poway para convertirse en el baterista de la nueva banda, inicialmente llamada Duck Tape hasta que Delonge la llamó Blink.
Blink realizó varios demos en 1993 y llamó la atención de una compañía discográfica local, Cargo Music, donde firmaron y grabaron su álbum debut Chesire Cat en febrero de 1994. La banda tuvo éxito en el sur de California haciendo tours en una camioneta propia durante 1995 y 1996. Una banda irlandesa de pop con el mismo nombre amenazó con levantar acciones legales, y por eso decidieron agregarle el “-182” al final del nombre.
La banda se movió a Encinitas, California en 1996, donde ellos grabaron su segundo álbum Dude Ranch, producido por Mark Trombino. Blink -182 grabó bajo Cargo Music, pero firmó con MCA Records en 1998. Su álbum fue publicado en 1997 y vendió 1.5 millones de copias en todo el mundo. El sencillo «Dammit» fue el que le dio éxito al álbum.
Hoppus y DeLonge despidieron a Raynor en el medio de un tour por Estados Unidos en 1998 por problemas de alcoholismo. Hoppus y Delonge le preguntaron al baterista Travis Barker de la banda telonera de Blink-182, The Aquabats, para reemplazar a Raynor en el tour, quedaron tan impresionados con Barker, que decidieron que se una a la banda.
La banda realizó un nuevo álbum en junio de 1999 titulado Enema of the State, con sencillos exitosos como «What's My Age Again?», «All the Small Things», y «Adam's Song». 
Luego de este, en noviembre de 2000, realizaron un disco en vivo, The Mark, Tom, and Travis Show: The Enema Strikes Back, el cual es notable que tiene arreglos. En junio de 2001 realizaron un nuevo disco Take Off Your Pants and Jacket, que continuó el éxito comercial de la banda. Después de presentarse con Box Car Racer la mayoría del 2002, Delonge y Barker volvieron a Blink-182 para grabar su quinto álbum, terminado en noviembre de 2003, el cual continuó el éxito comercial que la banda había ganado con sus álbumes anteriores, pero este disco fue más criticado: Blink-182 (álbum) representa a una banda más madura de lo que se ha visto en el pasado, introduciendo nuevos elementos en su sonido pop punk, inspirados en el cambio de su estilo de vida (todos los miembros se volvieron padres antes del álbum) y proyectos paralelos Box Car Racer, Angels & Airwaves, +44 y The Transplants.
Las tensiones entre los miembros de la banda aumentaron, cuando DeLonge expreso su deseo de cancelar un tour a medio año, y otro a finales de 2004. La banda finalmente anunció una ruptura indefinida en febrero de 2005. Delonge formó Angels & Airwaves mientras Hoppus y Barker continuaron juntos en +44. En agosto de 2008, el productor de la banda Jerry Finn murió de una hemorragia cerebral y Barker fue sobreviviente de un accidente aéreo junto a su amigo DJ AM, sufriendo quemaduras graves. Estos dos eventos fueron los que llevaron a la banda a reunirse otra vez; en 2009 DeLonge dijo que «si ese accidente no hubiese pasado, no seríamos una banda».
La banda anunció su regreso en febrero de 2009 en la ceremonia nº51 de los Grammy Awards, y con un tour a mediados del 2009.
Blink-182 es reconocido como una llave del pop punk contemporáneo, influenciando durante su carrera.
Después del anuncio del regreso de Blink-182, la banda estuvo de gira por Norteamérica y el Reino Unido, y también participó en eventos y conciertos como Reading and Leeds. También fue anunciado, durante la gira en diferentes estados y ciudades que la banda estaba grabando nuevos temas para un nuevo álbum de estudio. Hoppus confirmó que el primer sencillo sería nombrado Up All Night. El sexto álbum es llamado Neighborhoods y es publicado el 27 de septiembre de 2011.
A comienzos de 2012, en la preparación para su gira, Hoppus estuvo regalando artículos autografiados y tickets para su show en Londres, su trabajo no fue exitoso ni reconocido, a pesar de que encontró a una chica con una mochila de +44 en un Starbucks. 
Luego en Dublín, el equipo de Hoppus, todos los tickets y artículos autografiados fueron reconocidos.

### +44( 2005-2009)
En abril de 2005, luego de la separación indefinida de Blink-182, +44 fue anunciado como un nuevo proyecto de Hoppus y Barker. El nombre de la banda se refiere al prefijo telefónico del Reino Unido, donde Hoppus y Barker discutieron sobre el proyecto. Luego de grabar varios demos en 2005, Barker y Hoppus comenzaron a trabajar en el estudio en 2006, lo que fue un punto de giro para +44.
El guitarrista de The Nervous Return, Shane Gallagher se unió a la banda, como también Craig Fairbaugh de Mercy Killers. El álbum debut de la banda fue When Your Heart Stops Beating publicado en noviembre de 2006. Las letras de las canciones de este álbum están relacionadas con los sentimientos luego de la ruptura de Blink-182, como la canción «No, It Isn't», que fue publicada en diciembre de 2005, casualmente, en el cumpleaños de Tom Delonge.
En octubre de 2007, Hoppus informó que +44 oficialmente firmó un contrato con Interscope para grabar otro disco, pero fue cancelado en 2008 a causa del accidente aéreo de Barker. Luego del accidente, comenzaron a circular rumores de una posible reunión de Blink-182, la cual fue confirmada por la banda en febrero del 2009 en la ceremonia 51 de los Premios Grammy.
En una entrevista con Alternative Press el 19 de febrero de 2009, cuando se le preguntó a Hoppus sobre el futuro de +44, contestó «no lo considero terminado. Nunca diremos nunca con nada. Cuando dices ‘ya no voy a hacer más eso’, te encuentras en una situación en la que quieres hacer eso. Shane Gallagher y Craig Fairbaugh son excelentes guitarristas y divertidos para estar en una banda con ellos, así que no vamos a decir que esta banda está terminada. Pero obvio, por el previsible futuro, toda nuestra energía estará en Blink-182.»

## Otros trabajos
Otros trabajos: 1998-presente
Hoppus fue juez para el noveno Independent Music Awards para apoyar la carrera de artistas independientes. Mark también participó del video musical de Fenix*TX para su sencillo “All My Fault”.
Hoppus tuvo muchas apariciones vocales y trabajo como muchos artistas. Su primera aparición fuera de Blink-182 fue con The Ataris en 1998 para su EP Look Forward to Failure.
También colaboró vocalmente con Simple Plan en su sencillo “I’d Do Anything”, en Box Car Racer “Elevator”, y “In Transit” con Pete Wentz de Fall Out Boy, grabado para Almost Alice (2010), así como en Tonight Alive’s “Thank You & Goodnight” en 2012 para “What Are You So Scared Of”
Hoppus comenzó a producir álbumes en 2005. El primer disco que produjo fue Commit This To Memory, en 2005 para Motion City Soundtrack. Desde eso, Hoppus produjo gran variedad de álbumes y canciones: produjo Not without a Fight (2005) de New Found Glory, America’s Suitehearts: remixed, retouched, rehabbed and retoxed, el EP de Fall Out Boy en 2009, Vatican City (2011) de Kronic Ketchup Krews. Remixó Hallucinations para Angels & Airwaves en su disco Love (2010). Recientemente fue acreditado como productor de My Dinosaur Life de Motion City Soundtrack en 2010. 
Hoppus fue parte del álbum debut Shady Lane, de City (Comma) State, realizado en 2011. Ayudó a producir y escribir la mayoría de las canciones del álbum; el bajista Justin Siegel dijo “nunca había reído tanto en toda mi vida. Fue y sigue siendo un sueño hecho realidad, y me siento con suerte por haber tenido la oportunidad de trabajar con él.”
En 2012, Hoppus fue artista invitado en la comedia Lil DPC del escritor y director Michael Ratner el cual caracteriza al soprano Steve Schirripa y el rapero Fat Joe.
El 17 de abril de 2012, colaboró con Owl City para la canción Dementia, para las voces (junto con Adam Young), bajo, y la escritura de la canción.

## Equipamiento
Equipamiento
Hoppus ha sido visto usando su Fender Mark Hoppus Jazz Bass en diferentes colores. Aunque es considerado Jazz, este modelo consiste en el cuerpo de un Jazz Bass con el cuello y los micrófonos de un Precision Bass. Recientemente, tuvo una modificación, los cuerpos ahora son hechos con Ash en vez de Alder. La ubicación de los micrófonos también fue cambiada, estaban ubicados bajo las cuerdas E y A y también bajo D y G, ahora a las cuerdas D y G se les colocó un warmer, dándole un sonido más grueso. Hoppus usa micrófonos Seymour Duncan. Los colores de sus bajos fueron Olympic White, Sunburst y See-Through Blond, todos con un pickguard de concha de tortuga.
Durante las primeras presentaciones en vivo de Blink-182 su color de bajo cambio a blanco.
Actualmente usa un Fender Precision Bass el cual ha sido visto en “Dammit”, “What’s My Age Again?”, y “All The Small Things”, entre otros. El usa púas Plectrum, así que no toca con los dedos como otros bajistas
Para el sonido en vivo, Hoppus usa tres cabezales de bajo Ampeg SVT Classic conectados a dos parlantes Ampeg 8x10 SVT. También uso dos cabezales Ampeg STV-4 Pro el cual tenían solo un preamplificador.
Recientemente, Mark anunció que su Fender Mark Hoppus Jazz Bass Signature estará disponible esta primavera. Estará disponible en Surf Green Transparent, Black, Daphne Blue y New White Blonde.

## Trabajos fuera de la música
Hoppus y Tom Delonge eran propietarios de dos compañías, Atticus y Macbeth Footwear, Hoppus luego de la ruptura de Blink-182 vendió sus acciones de las dos compañías.
Mark Hoppus ha tenido apariciones actorales en películas y televisión. Apareció como miembro de una banda de garaje en la exitosa comedia de adolescentes American Pie (1999) con sus compañeros de banda Tom Delonge y Travis Barker. Apareció nuevamente con DeLonge cantando un cover de Jan y Dean “Dead Man’s Curve” en la película de CBS “Shake, Rattle and Roll: An American Love Story”(1999). La banda apareció en un episodio de Two Guys and a Girl “Au Revoir, Pizza Place” en 1999, también participaron en un episodio de Los Simpson “Barting Over” en 2003. La banda hizo una aparición en Mad TV en 2002, en un segmento titulado “Leave it to Blink-182”.
Hoppus fue un actor invitado en un episodio del show Haunted en 2002.
El también ha escrito columnas para Risen Magazine en marzo/abril y mayo/junio de 2005 titulados “Beyond Us”. Mark Hoppus ha sido confirmado como parte de un documental sobre el moderno punk titulado One Nine Nine Four. El film iba a ser lanzado en 2009 pero fue cancelado. 
Mark Hoppus trabajo para ayudar a los afectados en el tsunami de Tohoku en Japón. Anunció que su grupo Blink-182 iba a estar beneficiando a la Cruz Roja americana en Ebay. Subastó viejos ítems de Blink-182 para ayudar, incluyendo letras originales de “The Rock Show” y “Adam's Song”, un cymbal autografiado por Bad Religion, un conejo pintado a mano, un pase a un tour de Blink-182, stickers; entre otras cosas.

### HiMyNameIsMark (2005)
“HiMyNameIsMark” fue un pódcast que realizó durante la ruptura de blink-182, y puede ser encontrado en HiMyNameIsMark.com Cada semana el realizaba un show de canciones de bandas underground, entrevistas con miembros de bandas o amigos. Obtuvo el premio “Best Podcast” en 2005. También creó varios proyectos paralelos incluyendo “Hopp on Popp” donde hablaba sobre artistas, como Matt & Kim, fun., and Japandroids.

### Hoppus on Music (2010-presente)
En junio de 2010, la cadena Fuse, anunció que Hoppus estaría conduciendo un programa semanal. Primero fue llamado A Diferent Spin With Mark Hoppus. Hoppus dijo “estoy feliz de formar parte de la familia Fuse, y tener un show ahí donde puedo hablar de un tema que me apasiona, la música. Más importante, estoy excitado por forzar a millones de personas a mirarme cada semana en televisión nacional”. Según el vicepresidente de programación y desarrollo de Fuse Sal LoCurto, “A Different Spin with Mark Hoppus” fue desarrollado para complementar la variedad de programas musicales en Fuse- incluyendo conciertos en vivos, festivales y entrevistas con los grandes nombres de la música. El 5 de agosto de 2010, Hoppus reveló que la coestrella de su show sería la comediante Amy Schumer.
El show se centra en la nueva música, discutiendo y mostrando reportes especiales sobre los shows correspondientes. También se caracteriza por tener bandas en vivo. El show tuvo su premier el 6 de septiembre de 2010 en FuseTv. La segunda temporada de este inicio en marzo de 2011, y el show fue retitulado como “Hoppus on Music.”

## Vida personal
Hoppus se casó con su novia, Skye Everly el 2 de diciembre de 2000. Se conocieron en la filmación del video de Blink-182 “All The Small Things”. Según una entrevista en 2004, Everly dijo que inicialmente le dijo que no a salir con Mark: “Tom [DeLonge] siempre solía molestarme. A cualquier chica que le hablaba le decía, ‘Hey, ¿quieres salir con Mark?’ le pregunto a Skye, mi esposa que me miro y dijo ‘no’. Así fue como empezó todo. Dos años después, tuvieron un hijo, Jack Hoppus el 5 de agosto de 2002. Ahora ellos tres están viviendo en Londres, Inglaterra. Igualmente, Hoppus anuncio en su blog que él planeaba vivir en Reino Unido solo por un año y luego volvería a los Estados Unidos. En 2008, Hoppus expresó su oposición a la Proposición 8 (fue una aprobación de eliminación del derecho de las parejas del mismo sexo a contraer matrimonio) en California y llevó a los Californianos a votar en contra de esto. Explicó que aunque él nunca comenta sobre su creencias políticas, él creyó que esto fue más sobre derechos civiles que política. Hoppus escribió una editorial para The Huffington Post en octubre de 2009 discutiendo cómo la calidad de salud de todos los ciudadanos de Estados Unidos sería benéfica y ayudaría a una reforma de salud. En 2012 en una entrevista con NME Hoppus sostuvo que él prefiere el sistema de salud del Reino Unido antes que el de Estados Unidos. Él dijo que: “los tiempos de espera que he experimentado en las clínicas locales de UK han sido mucho más cortos que los tiempos de espera en Estados Unidos. Hemos estado comentando a nuestros amigos que Estados Unidos necesita una mirada a esto y tomar algunas medidas”. En 2000, la revista Rolling Stone describió a Hoppus como una persona muy religiosa y que “rezaba todas las noches”, Hoppus nunca discutió sus creencias religiosas. Mark ahora vive en Londres con su esposa Skye y su hijo Jack. El apoya a Chelsea Football Club debido a la localización de su casa en Londres.
El 23 de junio de 2021, había confirmado que fue diagnosticado con cáncer. Subió un post a Instagram pero luego fue borrado y luego fue reconfirmado vía Twitter anunciando que está en tratamiento.

## Discografía
Con Blink-182
- Flyswatter (demo) (1991)
- Demo #2 (demo) (1992)
- Buddha (demo) (1992)
- Cheshire Cat (1994)
- They Came to Conquer... Uranus (EP) (1995)
- Dude Ranch (1997)
- Enema of the State (1999)
- The Mark, Tom, and Travis Show (The Enema Strikes Back!) (2000)
- Take Off Your Pants and Jacket (2001)
- blink-182 (2003)
- Greatest Hits (2005)
- Neighborhoods (2011)
- Dogs Eating Dogs (EP) (2012)
- California (2016)
- Nine (2019)
- One More Time... (2023)

Con +44
- When Your Heart Stops Beating (2006)

| Año  | Álbum                             | Banda                  | Compañía discográfica   | Crédito                                                                  |
| ---- | --------------------------------- | ---------------------- | ----------------------- | ------------------------------------------------------------------------ |
| 1988 | The Attic Children Demo           | The Attic Children     | Realización propia      | Voz y bajo                                                               |
| 1998 | Look Forward to Failure           | The Ataris             | Fat Wreck Chords        | Voz en "That Special Girl" and "My So Called Life"                       |
| 2002 | No Pads, No Helmets... Just Balls | Simple Plan            | Atlantic Records        | Voz en "I'd Do Anything"                                                 |
| 2002 | Box Car Racer                     | Box Car Racer          | MCA Records             | Voz en "Elevator"                                                        |
| 2002 | Sticks and Stones                 | New Found Glory        | Drive-Thru Records, MCA | Bajo en "Something I Call Personality"                                   |
| 2004 | The Passion of the Christ: Songs  | MxPx                   | Lost Keyword            | Voz en "Empire"                                                          |
| 2004 | Panic                             | MxPx                   | SideOneDummy Records    | Voz en "Wrecking Hotel Rooms"                                            |
| 2005 | Commit This to Memory             | Motion City Soundtrack | Epitaph Records         | Voz en "Hangman"                                                         |
| 2006 | White Heat                        | Renee Renee            | Sweet Ass Records       | Voz y bajo en "Paper Doll"                                               |
| 2006 | Kevin & Bean's Super Christmas    | Varios artistas        | KROQ-FM                 | Voz y bajo en la versión de +44 "Christmas Vacation" por The Descendents |
| 2007 | Changes                           | Vanilla Sky            | Universal Records       | Voz en "Nightmare"                                                       |
| 2009 | Fired Upsoundtrack                | Richard Gibbs          | Screen Gems             | Coescribió y Voz en "Until the Stars Fall From the Sky"                  |
| 2010 | Almost Alice                      | Varios Artistas        | Buena Vista             | Voz y bajo en "In Transit"                                               |
| 2010 | Pinch Me                          | Forget The Pacific     | Realización propia      | Bajo en "Sweet 16"                                                       |
| 2011 | Shady Lane                        | City (Comma) State     |                         | Voz en "You Crush My Heart"                                              |
| 2011 | What Are You So Scared Of?        | Tonight Alive          | Sony Music              | Voz en 'Thank You & Goodnight'                                           |
| 2012 | The Midsummer Station             | Owl City               |                         | Voz en "Dementia"                                                        |
| 2015 | Future Hearts                     | All Time Low           | Hopeless Records        | Voz en "Tidal Waves"                                                     |
| 2016 | December (Again) EP               | Neck Deep              | Hopeless Records        | Voz en December (Again)                                                  |
| 2017 | The Knife                         | Goldfinger             |                         | Voz en "See You Around"                                                  |
| 2018 | Living Proof                      | State Champs           | Pure Noise Records      | Voz en "Time Machine"                                                    |
| 2018 | Love Monster                      | Amy Shark              |                         | Voz en "Psycho"                                                          |
| 2020 | Heartwork                         | The Used               |                         | Voz en "The Lighthouse"                                                  |
| 2022 | You're Welcome                    | A Day to Remember      |                         | Voz en "Re-Entry" (Remix)                                                |
| 2022 | Love Sux                          | Avril Lavigne          |                         | Voz en "All I Wanted"                                                    |

### Producción
| Año  | Álbum | Banda                      | Compañía discográfica | Créditos                                                                                |
| ---- | --- | -------------------------- | --------------------- | --------------------------------------------------------------------------------------- |
| 2005 | "Commit This to Memory"                                                                                          | Motion City Soundtrack     | Epitaph Records       | Productor                                                                               |
| 2006 | Wake Up | Something for Rockets      | Might As Well Music   | Produjo dos canciones                                                                   |
| 2006 | Decomposer | The Matches                | Epitaph Records       | Produjo "What Katie Said", "Sunburn vs. the Rhinovirus", and "The Barber's Unhappiness" |
| 2006 | We're Up to No Good, We're Up to No Good                                                                         | Rory                       | 111 Records           | Productor                                                                               |
| 2006 | Punk Goes 90's                                                                                                   | Various artists            | Fearless Records      | Produced Mae's cover of "March of the Pigs" by Nine Inch Nails                          |
| 2007 | Wolves | Idiot Pilot                | Reprise Records       | Coproductor                                                                             |
| 2007 | One Track Mind                                                                                                   | Something for Rockets      | Might As Well Music   | Productor                                                                               |
| 2008 | Spread The Rumors                                                                                                | Socratic                   | Drive Thru Records    | Productor                                                                               |
| 2008 | Our Lunar Activities                                                                                             | Our Lunar Activities       |                       | Productor                                                                               |
| 2009 | Lies Sell Stories                                                                                                | Koopa                      | Pied Piper Records    | Productor                                                                               |
| 2009 | Not Without a Fight                                                                                              | New Found Glory            | Epitaph Records       | Productor                                                                               |
| 2009 | Not Without a Heart Once Nourished by Sticks and Stones Within Blood Ill-Tempered Misanthropy Pure Gold Can Stay | New Found Glory/Shai Hulud | Bridge 9 Records      | Produjo "Truck Stop Blues"                                                              |
| 2009 | America's Suitehearts: Remixed, Retouched, Rehabbed and Retoxed                                                  | Fall Out Boy               | Fueled by Ramen       | Productor                                                                               |
| 2010 | Pinch Me | Forget the Pacific         | Self-released         | Productor "Sweet 16"                                                                    |
| 2010 | My Dinosaur Life                                                                                                 | Motion City Soundtrack     | Columbia              | Productor                                                                               |
| 2011 | Shady Lane | City (Comma) State         |                       | Productor                                                                               |

### Escritor
| Año  | Álbum                 | Banda              | Compañía Discográfica | Créditos                               |
| ---- | --------------------- | ------------------ | --------------------- | -------------------------------------- |
| 2006 | In with the Out Crowd | Less Than Jake     | Warner Bros. Records  | Coescribió "The Rest of My Life"       |
| 2009 | Nothing Personal      | All Time Low       | Hopeless Records      | Coescritura 1 Canción – not realizada. |
| 2011 | Shady Lane            | City (Comma) State |                       | Escritor y coescritor                  |